# Pirongia
Pirongia ist ein Ort im Waipa District der Region Waikato auf der Nordinsel von Neuseeland.

## Namensherkunft
Der Ort nannte sich ursprünglich Alexandra, wurde aber zur Vermeidung von Verwechslungen mit Alexandra auf der Südinsel in Pirongia umbenannt. Manche Bezeichnungen von Unternehmen und Organisationen in dem Ort, wie das Alexandra Hotel und der Alexandra Racing Club, behielten ihren aus dem alten Ortsnamen abgeleiteten Namen. Der jetzige Name des Ortes leitet sich aus einer Verkürzung des Māori-Satzes „Pirongia te aroaro o Kahu“ ab, der soviel bedeutet wie „Die heilende Reinigung des Kahurere“, die eine Tochter eines Tainui-Pristers war.

## Geographie
Der Ort befindet sich rund 10 km westlich von Te Awamutu, am Ufer des Waipā River, der den Ort von Nordwesten her bis nach Südwesten umschließt. Auf der Nordseite des Ortes befindet sich der Mangapuiko Stream, der rund 1,5 km nordwestlich des Ortszentrum in den Waipā River mündet. Rund 10 km westlich des Ortes erheben sich die Berge des Pirongia Forest Parks mit dem 959 m hohen Mount Pirongia, einem erloschenen Vulkan. Durch Pirongia führt der New Zealand State Highway 39, der den Ort mit Hamilton, rund 24 km nordnordöstlich gelegen und mit Otorohanga, rund 21 km südlich liegend, verbindet.

## Bevölkerung
Zum Zensus des Jahres 2013 zählte der Ort 1410 Einwohner, 5,9 % mehr als zur Volkszählung im Jahr 2006.

## Sport
Der Alexandra Racing Club des Ortes wurde 1866 gegründet und ist damit der zweitälteste Pferderennclub Neuseelands. Der Ort besitzt ferner einen 18-Loch-Golfplatz.

## Naturschatz
In Pirongia ist eine Feuerwehr mit einem speziellen Offroad-Löschfahrzeug stationiert, das dem Schutz des umliegenden Buschlands dient.

## Sehenswürdigkeiten
Pirongia ist Heimat der Pirongia Clydesdales, die auf ländlichen Veranstaltungen in Neuseeland mit Vorführungen von kraftvollen Kaltblütern (Clydesdales) gezogenen Pferdefuhrwerken auftreten. Ein kleines Museum mit Wagen und Zaumzeug ist ebenfalls zu besichtigen.